# 尖山 (富山県)
尖山（とがりやま）は、富山県中新川郡立山町の山。独立峰であり、地上の四方どこからも綺麗な円錐形に見える。山頂の展望も立山連峰や富山平野を一望出来るなど、大変良い。地域での通称は、「とんがり山」。
山頂では、和鏡などの遺物が発掘されている。
近代以降では、UFOの飛行場や古代ピラミッド説などの謂れのミステリースポットとしても知られるようになった。

## 概要
かつては「布倉山」と言われていた。柳田国男著の『日本の伝説』1953年、「石合戦による神戦」の伝説でも名称が見られる。その伝説によれば、布倉山は女神であり、「布倉媛」と呼称され、舟倉山の神・姉倉媛に味方をしたとされる。
当山はオカルトチックな説として「山頂にサークルストーンがある」「山頂で磁場が狂う」などと言われ、富山県有数のミステリースポットとなっている。

## 地形
尖山のある地層は岩稲累層といわれる海底火山のある地形である。尖山が綺麗な円錐形なのはその海底火山とされている。また、尖山付近では無斑晶安山岩が見られる。

## 遺跡
山頂部での国学院の調査で、和鏡や土器類、銅製品などの遺物が発掘され、12 - 14世紀の時間幅を持つ断続した山岳信仰遺跡であることが明らかになっている。

## 登山
横江駅前から登山口の案内がある。実際は途中の林道まで車で上がることができる。